# EV 드릴 랜스
EV 드릴 랜스는 관통형 전기차 화재 진압 장비다.

## 상세
현대자동차그룹과 협력사 탱크테크가 공동 개발한 EV 드릴 랜스는 소화전에서 호스로 공급하는 물이 강한 압력으로 터빈을 돌려 드릴이 작동해 2분 안에 차체 하부와 배터리팩에 구멍을 뚫을 수 있으며, 이후 배터리팩 내부로 물을 직접 분사해 진화 시간을 단축했다. 현대자동차그룹은 소방청에 EV 드릴 랜스 250대를 기증했다.
현대글로비스가 EV 드릴 랜스를 해상운송 환경에 적합하게 개선했다. 선박 내 주차된 차량들 사이의 좁은 공간에서도 장비를 사용할 수 있도록 장비의 긴 손잡이 부분을 짧게 여러 부분으로 나눠 현장 상황에 맞게 길이를 조절할 수 있게 변경했으며, 시야가 제한 되는 상황에서도 장비 설치 위치를 확인할 수 있도록 LED 조명을 추가했다. 또한 화재 발생 장소까지 빠른 출동을 위해 이동식 가방을 맞춤 제작했으며, 개선한 EV 드릴 랜스를 자사 자동차 운반선에 우선 보급했다.

## 같이 보기
전기차
현대글로비스
현대자동차그룹